# Ghenos
Il termine "ghenos" o "genos" (in greco antico: γένος?, plurale γένη, ghéne, traducibile con "genere", "parentela", "stirpe") indicava nell'Antica Grecia piccoli gruppi parentali che identificavano se stessi come un'unità, contraddistinta da un unico nome con lo stesso antenato. 
In Omero, il ghenos non è generalmente molto esteso: comprende, di norma, il capofamiglia, sua moglie, i figli maschi, le loro mogli e la loro prole, assieme a qualche parente stretto. Alla morte del capofamiglia i suoi beni venivano divisi in parti uguali ai figli maschi che formavano ghéne distinti.
Il termine indicava la comune discendenza, la provenienza da uno stesso ceppo, i vincoli di sangue, ma generalmente non esprimeva vincoli di appartenenza politica.
Molti ghene sembrano essere stati composti da famiglie nobili (questo è il senso che Erodoto attribuisce all'espressione).